# Hervormde kerk (Stompetoren)
De Hervormde kerk van Stompetoren, ook bekend als De Ark is de rijksmonumentale kerk die het Noord-Hollandse dorp Stompetoren uiteindelijk diens naam heeft gegeven.

## Geschiedenis
De kerk is in 1662/1663 gebouwd naar aanleiding van een besluit van het polderbestuur. Pieter Post kreeg hierop opdracht om het gebouw te ontwerpen: int teijkenen van eenige desseinen (ontwerptekeningen) van kercken te emploijeren tot opbouwinge van een kerck in de Schermeer. Wel vroeg de toenmalige predikant Cornelius Reusius om de kerk naar model van de, toenmalige, kerk van Ursem te bouwen. De aannemer was Jacob Hendriksen, zijn bestek is bewaard gebleven, de bouwtekeningen echter niet. De genoemde maten komen exact overeen met de afmetingen van de kerk in Schermerhorn. Twee jaar na aanvang van de bouw, in 1664, is de kerk in gebruik genomen.
In 1937 werd vastgesteld dat de kerk gerestaureerd moest worden. Het is niet gelukt om de financiën voor de oorlog rond te krijgen, na de oorlog, tussen 1950 en 1955, werd de kerk pas gerestaureerd. De restauratie werd verricht onder toeziend oog van architect Herman Knijtijzer. Als eerste werd de toren gerestaureerd. In het schip worden dichtgemetselde ramen weer geopend en voorzien van glas. De ingebruikneming van de gerestaureerde kerk werd op 6 april 1955 gevierd. Toenmalig commissaris van de koningin M. J. Prinsen overhandigde de sleutel aan president-kerkvoogd dhr. Jb. Posch.
Sinds 1973 zijn zowel kerk als toren in het monumentenregister ingeschreven als rijksmonument.

## Vormgeving
De kerk heeft de vorm van een kruiskerk en bestaat uit een beuk. Hoewel de kerk, als Protestantse kerk is gebouwd in 1662 - 63 is het toch gebouwd in de trant van de laatgotiek. Het schip heeft een tongewelf als plafond.  De vensters zijn spitsboogvensters en het kruis is een Latijns kruis.
De toren werd ontworpen zonder torenspits, wel is er een balustrade op de toren aangebracht. De dubbele galmgaten bevatten galmschotten. De ingang naar de kerk bevindt zich in de toren. Boven de rondboogdeur is een cartouche geplaatst met daarop het jaartal 1663.

## Bescherming
Onder de bescherming van het rijksmonument vallen de volgende objecten:
- Preekstoel en banken uit de 17e eeuw
- Koperen predikantslessenaar uit de 17e eeuw
- Doopvonthouder uit de 17e eeuw
- Drie kroonluchters uit de 17e eeuw
- Het orgel uit 1862, gemaakt door F. S. Naber

## Trivia
- Ook de dorpen Oterleek, Graft en Koedijk hebben een stompe kerktoren gehad.[3]
- Jacob Heyndrix heeft op 3 juli 1662 een bedrag van ƒ 20.600,-- ontvangen voor de bouw van de kerk